# Изложба „Савез удружења ликовних уметника Југославије” (1975)
Изложба „Савез удружења ликовних уметника Југославије” се одржала 1975. године на Скендерији, у Сарајеву, поводом тридесетогодишњице ослобођења Југославије и победе над фашизмом.

## Почасни одбор
Почасни одбор изложбе су чинили:
- Мирко Божић
- Ненад Бућин
- Ема Дероси Бјелајац
- Дрита Доброши
- Хасан Грабчановић
- Божина Ивановић
- Божидар Јакац
- Владимир Јовичић
- Срета Ковачевић
- Ана Маканова
- Матеја Матевски
- Вељко Милатовић
- Пајазит Нусхи
- Звонко Петровић
- Душко Попоски
- Драгутин Пешић
- Владимир Пезо
- Мићо Ракић
- Боривоје Стевановић
- Иве Шубиц
- Иван Тавчар
- Ласло Варга
- Живко Василевски
- Михаило Звицер

## Организациони одбор
Организациони одбор изложбе су чинили:
- Милорад Ћоровић
- Драго Ђуровић
- Бериша Енђел
- Василије Јордан
- Спасе Куновски
- Александар Лакић
- Радослав Микетић
- Боро Митрически
- Миранда Морић
- Миливој Николајевић
- Михаило Петров
- Градимир Петровић
- Вуко Радовић
- Хасан Суческа
- Душан Тршар
- Мелита Вовк

## Излагачи

### Удружење ликовних уметника Босне и Херцеговине
1. Ибрахим Билајац
2. Милорад Ћоровић
3. Томислав Дугоњић
4. Сеид Хасанефендић
5. Арфан Хозић
6. Бошко Кућански
7. Алија Кучукалић
8. Ратко Лалић
9. Рагиб Лубовац Челебија
10. Марио Микулић
11. Јуса Никшић
12. Сеад Мусић
13. Есад Муфтић
14. Бекир Мисирлић
15. Салим Обралић
16. Љубомир Перчинлић
17. Афан Рамић
18. Миливоје Унковић
19. Мехмед Заимовић

### Удружење ликовних уметника Црне Горе
1. Слободан Ђурић Пуро
2. Дарко Ђуришић
3. Драго Ђуровић
4. Бошко Одаловић
5. Ђорђије Правиловић
6. Вуко Радовић
7. Слободан Словинић
8. Славко Шћепановић
9. Ксенија Вујовић Тошић
10. Никола Вујошевић

### Хрватско друштво ликовних уметника
1. Коста Ангели Радовани
2. Бранка Аврамова
3. Антун Бабић
4. Осман Берберовић
5. Јосип Бифел
6. Јаков Будеша
7. Наташа Цетинић
8. Рената Витез
9. Јосип Диминић
10. Борис Доган
11. Фрањо Доленец
12. Иво Дулчић
13. Невенка Ђорђевић
14. Марта Енрлич
15. Иво Фришчић
16. Отон Глиха
17. Предраг Гол
18. Стјепан Грачан
19. Ђурђена Харамија Залушки
20. Жељко Хегедушић
21. Оскар Херман
22. Љубо Иванчић
23. Петар Јакелић
24. Владо Јакелић
25. Станко Јанчић
26. Василије Јордан
27. Анте Каштеланчић
28. Златко Каузларић Атач
29. Нивес Кавурић Куртовић
30. Нивес Кавурић Куртовић
31. Јоко Кнежевић
32. Никола Којдл
33. Божо Копић
34. Бранко Ковачевић
35. Едо Ковачевић
36. Иван Кожарић
37. Хајрудин Кујунџић
38. Фердинанд Кулмер
39. Мила Кумбатовић
40. Јуре Лабаш
41. Иван Лацковић
42. Милена Лах
43. Иван Лесиак
44. Васко Липовац
45. Иван Ловренчић
46. Велибор Мачукатин
47. Маја Малешевић Доленчић
48. Звонимир Мелњак
49. Валерије Мичиели
50. Шиме Перић
51. Одран Петлевски
52. Ратко Петрић
53. Срећко Планинић
54. Ђуро Пулитика
55. Предраг Пурић
56. Вања Радауш
57. Никола Реисер
58. Јосип Рестек
59. Бранко Ружић
60. Рудолф Саблић
61. Иван Саболић
62. Стипе Сикирица
63. Миле Скрачић
64. Александар Срнец
65. Вилим Свећњак
66. Марика Шафран Берберовић
67. Антун Шојат
68. Мирослав Шутеј
69. Марино Тартаглиа
70. Иво Војводић
71. Миро Вуцо
72. Шиме Вулас
73. Иван Зелић
74. Катарина Жанић

### Удружење ликовних уметника Косова
1. Светомир Арсић Басара
2. Тахир Емра
3. Бериша Бефре Енђел
4. Реџеп Фери
5. Нимон Локај
6. Радослав Муса Микетић
7. Муслим Мулики
8. Небих Мирући
9. Кадруш Рама
10. Нусрет Салихамиџић

### Друштво ликовних уметника Македоније
1. Родољуб Анастасов
2. Насо Бећаровски
3. Драган Биков
4. Ванчо Ђорђијев
5. Никола Кочо Фидановски
6. Нове Франговски
7. Јордан Грабул
8. Петар Хаџи Бошков
9. Ристо Калчевски
10. Димитар Кондовски
11. Спасе Куновски
12. Танас Тане Луловски
13. Димитар Малиданов
14. Стефан Маневски
15. Петар Мазев
16. Боро Митрически
17. Александар Ристески
18. Томислав Серафимовски
19. Васко Ташковски
20. Васил Василев
21. Иван Великов
22. Пецо Видимче

### Друштво словенских ликовних уметника
1. Звест Аполонио
2. Јанез Бољка
3. Богдан Борчић
4. Јоже Циуха
5. Драгица Чадеж Лапајне
6. Петер Черне
7. Рико Дебењак
8. Костја Гатник
9. Херман Гвардјанчић
10. Драго Хрвацки
11. Божидар Јакац
12. Андреј Јемец
13. Борис Јесих
14. Зденко Калин
15. Тоне Лапајне
16. Август Лавренчић
17. Јанез Ленаси
18. Владимир Макуц
19. Адриана Мараж
20. Франц Новиц
21. Марјан Погачник
22. Франце Ротар
23. Горазд Шефран
24. Руди Шпанзел
25. Иве Шубиц
26. Марко Шуштарчић
27. Драго Тршар
28. Карел Зеленко

### Удружење ликовних уметника Србије
1. Момчило Антоновић
2. Стојан Аралица
3. Мирослав Арсић
4. Милош Бајић
5. Ана Бешлић
6. Ђорђе Бошан
7. Милан Цмелић
8. Марко Челебоновић
9. Славољуб Чворовић
10. Емир Драгуљ
11. Божидар Џмерковић
12. Фило Филиповић
13. Душан Гаковић
14. Нандор Глид
15. Милија Глишић
16. Миле Грозданић
17. Нурсет Хрвановић
18. Ђорђе Илић
19. Оља Ивањицки
20. Олга Јанчић
21. Љубодраг Јанковић Јале
22. Олга Јеврић
23. Вида Јоцић
24. Мира Јуришић
25. Смаил Караило
26. Стеван Кнежевић
27. Радован Крагуљ
28. Јован Кратохвил
29. Момчило Крковић
30. Марко Крсмановић
31. Чедомир Крстић
32. Богдан Кршић
33. Ото Лого
34. Александар Луковић
35. Слободанка Матић
36. Милорад Бата Михаиловић
37. Бранко Миљуш
38. Душан Микоњић
39. Небојша Митрић
40. Раденко Мишевић
41. Миодраг Нагорни
42. Петар Омчикус
43. Душан Оташевић
44. Слободан Пејовић
45. Михаило Петров
46. Градимир Петровић
47. Зоран Петровић
48. Бранислав Протић
49. Славољуб Радојчић
50. Јован Ракиџић
51. Миодраг Рогић
52. Светозар Самуровић
53. Љубица Сокић
54. Милић Станковић
55. Славољуб Вава Станковић
56. Војин Стојић
57. Халил Тиквеша
58. Војислав Тодорић
59. Живојин Турински
60. Здравко Вајагић
61. Венија Вучинић Турински
62. Миодраг Вујачић Мирски
63. Лазар Вујаклија
64. Ратко Вулановић
65. Александар Зарин
66. Сафет Зец

### Удружење ликовних уметника Војводине
1. Божидар Бошковић
2. Љубомир Денковић
3. Цветан Димовски
4. Богомил Карлаварис
5. Милан Керац
6. Јулијана Киш
7. Александар Лакић
8. Ференц Маурић
9. Павле Радовановић
10. Милан Станојев
11. Душан Тодоровић
12. Исидор Врсајков